# Кірха Святої Катерини (Поділ)
Лютеранська кірха (церква) Святої Катерини — німецька євангелічна церква, що існувала в 1795—1811 роках на Подолі в Києві.

## Історія храму
Вихідці з Німеччини мешкали у Києві давно, але лише у XVIII столітті тут почала формуватися німецька громада. Київські німці мешкали переважно на Подолі, зокрема, у 1728 році тут відкрив першу в місті аптеку німецький провізор Йоганн Гейтор (Ейстер). У 1751 році аптека перейшла до зятя Гейтора, Георга-Франца Бунге, який став одним із засновників німецької лютеранської громади. У 1760-х роках імператриця Катерина II, німкеня і колишня лютеранка, почала заохочувати заселення німцями-колоністами українських та південноросійських земель, тому кількість німців у Києві почала потроху збільшуватися, у 1765 році на Подолі мешкало вже 20 німців. Близько 1765 року на Георг Бунге запросив для виховання своїх дітей доктора філософії, саксонця Христофора Лебрехта Граля, який у 1767 році став пастором лютеранської громади, завів метричну книгу та 5 серпня того ж року провів перше лютеранське богослужіння у будинку Бунге. Першою дитиною, яку охрестив пастор Граль, став Карл Христофор Лівен, майбутній міністр народної просвіти Російської імперії. Станом на 1770 рік німецька громада нараховувала вже понад 100 осіб і продовжувала зростати, лютеранські богослужіння проводилися у будинку Георга Бунге, який був церковним старостою, опікуном церкви був генерал фон Лівен, батько Карла Христофора Лівена.
До 1794 року німецька лютеранська громада потроху назбирала кошти (285 рублів) на будівництво окремої церковної будівлі, що разом із низкою пожертв від лютеран інших регіонів дозволило у 1794—1975 році побудувати на Подолі кірху, яка була освячена на честь святої Катерини, таким чином київські лютерани віддали шану імператриці Катерині II, яка дозволила будівництво в Києві лютеранської церкви.
Лютеранська кірха мала вигляд невеликої дерев'яної, прямокутної у плані будівлі із прибудовами до торців. Місце її розташування точно не визначене. Микола Закревський вказував, що кірха стояла неподалік Воскресенської церкви (ріг сучасних провулку Хорива і Спаської вулиці). Сучасний києвознавець Михайло Кальницький стверджує, що кірха стояла на місці сучасного будинку № 8 по вулиці Петра Сагайдачного, на розі з вулицею Ігорівською. Історик Олена Попельницька вказує географічним місцем кірхи Рождественську вулицю, тогочасну головну вулицю Подолу.
Пастором кірхи до своєї смерті весною 1799 року був Христофор Граль, восени того ж року цю посаду обійняв уродженець Ганновера Вільгельм Фердинанд Бауершмідт. За його каденції до Києва приїхало кілька лютеранських родин, які, однак, оселилися не на Подолі, а на Печерську, тим самим створивши новий лютеранський осередок у місті. Церковним старостою після смерті Георга Бунге у 1792 році став один із його синів, опікуном кірхи після смерті Лівена став київський військовий губернатор Андрій Фенш (за походженням — англієць Ендрю Феншоу), а після його від'їзду — комендант Київської фортеці генерал-майор Массе (або Мале), католик, одружений з лютеранкою. Навесні 1811 року пастор Бауершмідт помер, новим пастором призначили Юста Фрідріха Ейсмана, але той приїхав до Києва лише через рік, у березні 1812 року. Цікаво, що після смерті пастора Граля тимчасовим пастором став його зять, Іоанн Христофор Рейснер, і він же після смерті другого пастора, Бауершмідта, знову тимчасово проводив богослужіння до призначення нового пастора.
Кірха практично не мала церковного начиння, не було навіть органу. У 1808 році помер вчитель Іоанн Борецький, який заповів лютеранській громаді свій будинок і майно, на кошти від продажу яких громада мала придбати церковний орган. Втім, під час подільської пожежі 9—11 липня 1811 року дерев'яна кірха згоріла вщент разом із більшою частиною київського Подолу. Подільські лютерани переселилися на Печерськ, у малозаселену тоді місцевість Липки, де 25 червня 1812 року заклали нову дерев'яну церкву святої Катерини, згодом перебудовану на муровану.